# Formosatettix verrucinotus
Formosatettix verrucinotus är en insektsart som beskrevs av Sigfrid Ingrisch 2001. Formosatettix verrucinotus ingår i släktet Formosatettix och familjen torngräshoppor. Inga underarter finns listade i Catalogue of Life.